# Chanskaja
Chanskaja (in lingua russa Ханская) è un centro abitato dell'Adighezia, situato nel Majkopskij rajon. La popolazione era di 11.690 abitanti al dicembre 2018. Ci sono 118 strade.